# أوسكار تشارلستون
أوسكار تشارلستون (بالإنجليزية: Oscar Charleston) هو لاعب كرة قاعدة أمريكي، ولد في 14 أكتوبر 1896 في إنديانابوليس في الولايات المتحدة، وتوفي في 6 أكتوبر 1954 في فيلادلفيا في الولايات المتحدة.

## وصلات خارجية
- أوسكار تشارلستون على موقعبيزبول رفرنس.كوم (الدوري الرئيسي) (الإنجليزية)
- أوسكار تشارلستون على موقع قاعة مشاهير كرة القاعدة (الإنجليزية)

- أوسكار تشارلستون على موقع الموسوعة البريطانية (الإنجليزية)